# Jean-Patrick Abouna
Jean-Patrick Abouna Ndzana (Douala, 27 settembre 1990) è un ex calciatore camerunese, di ruolo difensore.

## Carriera

### Club
Ad inizio carriera gioca in patria, in prima divisione, per poi passare ai Léopards, in Congo, nella prima divisione locale; qui, gioca anche complessivamente 5 partite nella CAF Champions League. Tra il 2017 ed il 2018 ha giocato complessivamente 51 partite nella prima divisione bielorussa con il Nëman; in seguito si trasferisce in Svizzera dove gioca nelle serie minori locali, tra quarta e sesta divisione.

### Nazionale
Tra il 2010 ed il 2016 ha giocato 12 partite in nazionale.

## Palmarès

### Club

#### Competizioni nazionali
- Campionato congolese: 2

Léopards: 2015-2016, 2016-2017
- Coupe du Congo de football: 2

Léopards: 2015-2016, 2061-2017